# John R. Galvin

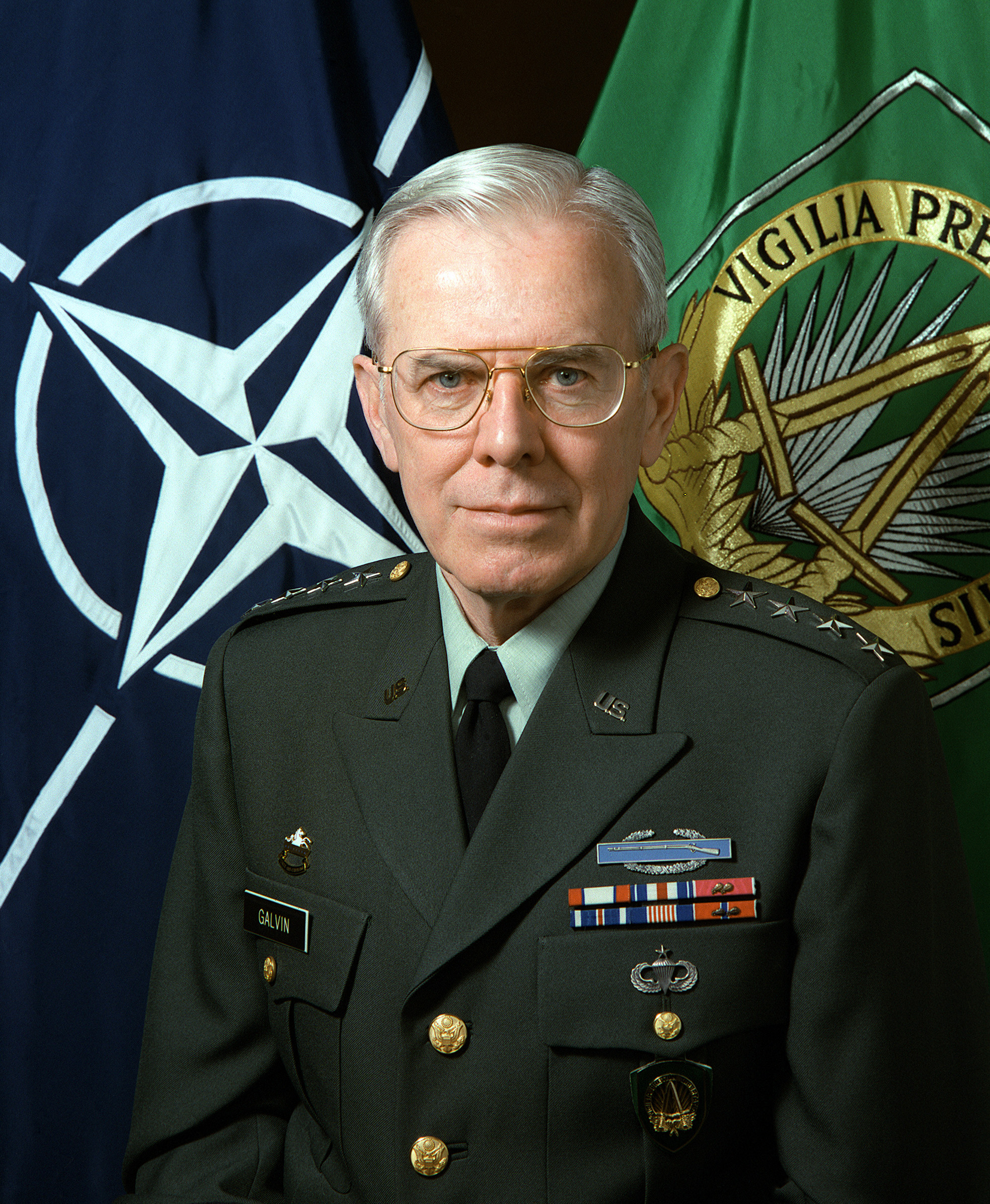
John R. Galvin

John Rogers Galvin (* 13. Mai 1929 in Wakefield, Massachusetts; † 25. September 2015 in Jonesboro, Georgia) war ein General der US Army, von 1987 bis 1992 9. Supreme Allied Commander Europe und zugleich Kommandeur des US European Command, sowie vormaliger 6. Dekan der Fletcher School of Law and Diplomacy an der Tufts University.

## Militärische Laufbahn
Von 1948 bis 1950 diente Galvin im 182. US-Infanterieregiment der Massachusetts Army National Guard. Er erhielt dann die Chance an der US Military Academy in West Point zu studieren, welche er 1954 mit einem Bachelor of Science in Ingenieurwissenschaften abschloss; im selben Jahr erhielt er sein Offizierspatent als Second Lieutenant. Galvin hat zudem einen Master of Arts der Columbia University, arbeitete an der University of Pennsylvania und als wissenschaftlicher Mitarbeiter an der Fletcher School of Law and Diplomacy. Seine militärische Weiterbildung schließt den Infanterieoffizier-Grundkurs, den Panzeroffizier-Fortgeschrittenenkurs, sowie das Command and General Staff College und das US Army War College ein.
Galvin diente 1959 in verschiedenen Infanterieeinheiten in Puerto Rico und war Ranger-Ausbilder in Kolumbien. Später diente er zwei Runden (tour of duty), also zwei Jahre, im Vietnamkrieg, das erste Mal mit der 1. US-Kavalleriedivision und beim zweiten Mal mit dem 1. Bataillon des 8. US-Kavallerieregiments. Galvin diente in einer Vielzahl von Auslandsverwendungen. Er war zudem Gastprofessor an der US Military Academy in West Point, militärischer Assistent und Adjutant des Secretary of the Army, assistierender stellvertretender Stabschef für Ausbildung in Fort Monroe, Virginia, sowie Kommandierender General der 24. US-Infanteriedivision (mechanisiert) in Fort Stewart, Georgia.
1973 begann für Galvin ein siebenjähriger Aufenthalt in Europa, bei dem er zum stellvertretenden Divisionskommandeur der 8. US-Infanteriedivision (mechanisiert) in Mainz ernannt wurde. 1983 kehrte er nach Stuttgart zurück, um als Kommandierender General das Kommando über das VII. US-Korps zu übernehmen. Danach wurde er nach Panama versetzt, zum General befördert und übernahm von 1985 bis 1987 das Kommando über das US Southern Command. Am 25. Juni 1987 wurde ihm das Kommando über das US European Command übertragen und einen Tag später wurde er zudem zum Supreme Allied Commander Europe ernannt. Am 23. Juni 1992 übergab er das Kommando an General John M. Shalikashvili und ging kurze Zeit später in den Ruhestand.
Galvin sprach fließend Spanisch und Deutsch und veröffentlichte drei Bücher: Minute Men, eine Studie der ersten Schlacht des Amerikanischen Unabhängigkeitskrieges, Air Assault, eine Analyse der Entwicklung der Luftbeweglichkeit im 20. Jahrhundert, und Three Men of Boston, eine Studie der politischen Ereignisse, die zum Amerikanischen Unabhängigkeitskrieg führten.
John Galvin starb am 25. September 2015 im Alter von 86 Jahren in seinem Zuhause an den Folgen der Parkinson-Krankheit.

## Auszeichnungen
Auswahl der Dekorationen, sortiert in Anlehnung der Order of Precedence of the Military Awards:
- Defense Distinguished Service Medal
- Army Distinguished Service Medal
- Silver Star
- Legion of Merit (3 x)
- Distinguished Flying Cross
- Soldier’s Medal
- Bronze Star (3 x)
- Air Medal
- Großoffizier der französischen Ehrenlegion
- Großkreuz des Spanischen Militär-Verdienstordens
- Großkreuz des Ordens von Oranien-Nassau (1992)
- Großes Verdienstkreuz mit Stern des Verdienstordens der Bundesrepublik Deutschland
- Bayerischer Verdienstorden

1993 erhielt er die Lucius D. Clay Medaille.

## Werke
- Fighting the Cold War: A Soldier’s Memoir. University Press of Kentucky, Lexington 2015, ISBN 978-0-8131-6101-3 (mit einem Vorwort von David Petraeus).